# Халколиван

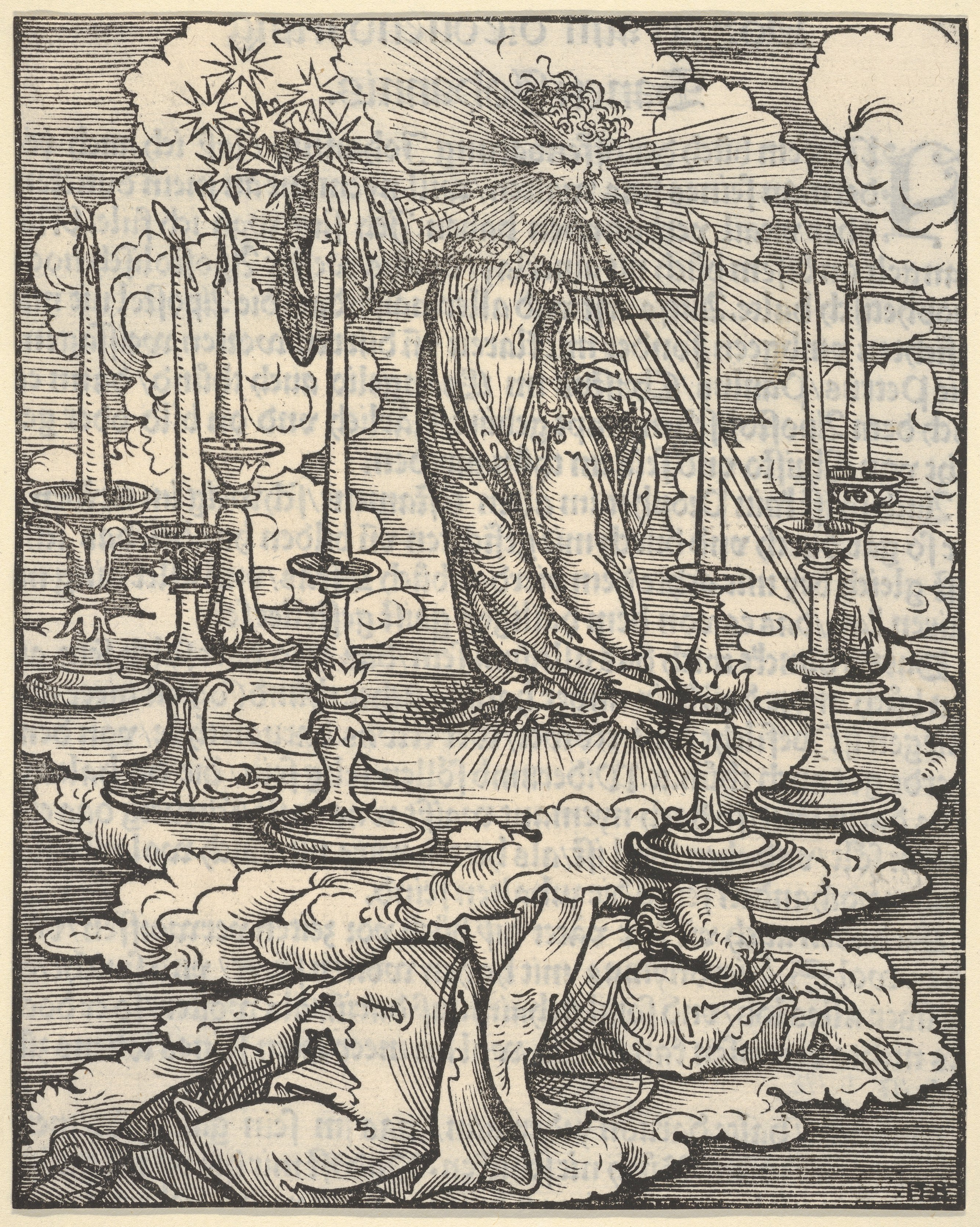

Халколиван (Откр. 1: 15) — некий неизвестный металл, сплав. Предположительно зелёная медь, или бронза, род металла из золота и серебра. Согласно другим источникам, это слово означает текущую медь, в расплавленном состоянии, раскалённую добела, и вследствие того производящую ослепительный блеск.
Понятие встречается в Библии, в «Откровении Иоанна Богослова», 1:12 — Видение Сына Человеческого:
Я обратился, чтобы увидеть, чей голос, говоривший со мною; и обратившись, увидел семь золотых светильников
и, посреди семи светильников, подобного Сыну Человеческому, облеченного в подир и по персям опоясанного золотым поясом:
глава Его и волосы белы, как белая волна, как снег; и очи Его, как пламень огненный;
и ноги Его подобны халколивану, как раскаленные в печи, и голос Его, как шум вод многих.
Затем он упоминается в следующей главе (2:18): «И Ангелу Фиатирской церкви напиши: так говорит Сын Божий, у Которого очи, как пламень огненный, и ноги подобны халколивану».
Комментатор «Апокалипсиса» Уильям Баркли пишет : «Оказалось невозможным установить, что это за металл — халколиван. Может быть, это тот сказочный минерал, сплав золота и серебра, который древние называли электрум и считали дороже и золота и серебра. И это видение имеет своим источником Ветхий Завет. В Книге Даниила сказано о небесном посланнике: „Руки его и ноги его по виду — как блестящая медь“ (Дан. 10,6); у пророка Иезекииля сказано об ангельских существах, что „ступни ног их… сверкали, как блестящая медь“ (Иез. 1,7). Может быть, эта картина символизирует две вещи. Халколиван символизирует силу, непоколебимость Бога, а светящиеся лучи жара — скорость, быстроту, с которой Он спешит помочь Своим людям или наказать грех».